# Ghiacciaio di Bionnassay (Italia)
Il ghiacciaio di Bionnassay (pron. fr. AFI: [bjɔnasɛ]) nasce sul col de Bionnassay (3.888 m) e grazie all'unione dei ghiacciai del Monte Bianco e del Dôme forma il ghiacciaio del Miage.